# Otto Celera 500L
 (mars 2022).
Pour les articles homonymes, voir Otto.
Dimensions
L'Otto Celera 500L est un avion léger d'affaires et utilitaire développé par la startup américaine Otto Aviation.

## Historique

### Développement
En août 2020, 31 vols d'essai avaient été effectués, l'introduction étant prévue pour 2023-2025 ,,.
Entre juillet et novembre 2021, Otto Aviation effectue la première phase des tests en vol, totalisant 55 vols d’essais et 51 heures. Le Celera 500L a utilisé pour ces tests du carburant durable d'aviation; les proportions du mélange utilisé n’ont pas été communiquées. À l'origine, son moteur V12 est certifié pour utiliser du carburant Jet A1.
Le 15 juin 2022 Otto Aviation a annoncé qu'elle avait chargé la société ZeroAvia de développer pour le Celera 500L un moteur électrique de 600 kW alimenté en hydrogène.

### Description
L'Otto Celera 500L est un monoplan à aile médiane, monomoteur en configuration propulsive.  
Il est équipé d'un seul moteur diesel à piston RED A03 en configuration propulsive et peut accueillir six passagers. 
Il est conçu pour présenter un très bas Coefficient de traînée et donc un fort rendement énergétique par l'usage de formes à laminarité étendue dans la construction du fuselage, des ailes et de l'empennage. 
Les choix suivants sont faits pour obtenir la laminarité de l'ensemble de l'avion : 
- Aucun carburant stocké dans les ailes, ce qui permet de dessiner des ailes très fines ;
- La configuration propulsive éloigner au maximum l'hélice pour en minimaliser les interférences aérodynamiques.

## Sources
1. ↑  Julien Lausson, « Celera 500L : cet avion futuriste ressemble à un zeppelin pour moins consommer », sur Numerama, 28 août 2020 (consulté le 7 novembre 2021)
2. ↑  « Otto Aviation dévoile son Celera 500L », sur Air et Cosmos (consulté le 7 novembre 2021)
3. ↑  « L’étonnant Celera 500L – aeroVFR », sur www.aerovfr.com (consulté le 7 novembre 2021)
4. ↑  Fabrice Morlon, « Le Celera 500L achève ses premiers tests en vol avec du SAF », sur aerobuzz.fr, 17 décembre 2021 (consulté le 30 décembre 2021)
5. ↑  Aeronewstv
6. ↑  ...comme le Piaggio P-180 Avanti dont le fuselage a fait date en la matière.